# Cerová vrchovina- Porimavie
Cerová vrchovina- Porimavie este o arie protejată (arie de protecție specială avifaunistică — SPA) din Slovacia întinsă pe o suprafață de 30.187,7 ha, integral pe uscat.

## Localizare
Centrul sitului Cerová vrchovina- Porimavie este situat la coordonatele 48°15′43″N 20°02′00″E / 48.261866°N 20.033314°E.

## Înființare
Situl Cerová vrchovina- Porimavie a fost declarat arie de protecție specială avifaunistică în iulie 2003 pentru a proteja 1 specie de plante și 34 de specii de animale.

## Biodiversitate
Situată în ecoregiunile alpină și panonică, aria protejată conține 20 de habitate naturale: Mlaștini turboase de tranziție și turbării mișcătoare, Grohotișuri silicioase medio-europene, la altitudine înaltă, Păduri de fag Asperulo-Fagetum, Păduri stepice euro-siberiene cu Quercus spp., Pajiști stepice subpanonice, Lacuri eutrofice naturale cu vegetație de tip Magnopotamion sau Hydrocharition, Roci stâncoase cu vegetație pionieră de Sedo-Scleranthion sau Sedo albi-Veronicion dillenii, Păduri panonice cu Quercus petraea și Carpinus betulus, Formațiuni de Juniperus communis pe lande sau pajiști calcaroase, Păduri panonice-balcanice de stejar turcesc - stejar sesil, Fânețe de joasă altitudine (Alopecurus pratensis, Sanguisorba officinalis), Păduri aluvionare cu Alnus glutinosa și Fraxinus excelsior (Alno-Padion, Alnion incanae, Salicion albae), Peșteri inaccesibile publicului, Păduri panonice cu Quercus pubescens, Tufărișuri subcontinentale peripanonice, Pante stâncoase silicioase cu vegetație casmofită, Pajiști carstice calcaroase sau bazofile, de Alysso-Sedion albi, Păduri pe pante, grohotișuri și ravene de Tilio-Acerion, Păduri de fag Luzulo-Fagetum, Pajiști uscate seminaturale și facies de acoperire cu tufișuri pe substraturi calcaroase (Festuco-Brometalia) (* situri importante pentru orhidee).
La baza desemnării sitului se află mai multe specii protejate:
- plante (1): sisinei (Pulsatilla grandis)
- păsări (15): pescăruș albastru (Alcedo atthis), buha (Bubo bubo), erete de stuf (Circus aeruginosus), prepeliță (Coturnix coturnix), ciocârlan (Galerida cristata), stârc pitic (Ixobrychus minutus), capîntortură (Jynx torquilla), sfrânciocul cu frunte neagră (Lanius minor), Leiopicus medius, ciocârlie de pădure (Lullula arborea), prigoare (Merops apiaster), ciuf-pitic (Otus scops), viespar (Pernis apivorus), turturică (Streptopelia turtur), silvie porumbacă (Sylvia nisoria)
- mamifere (6): liliac cârn (Barbastella barbastellus), vidră de râu (Lutra lutra), liliac cu urechi mari (Myotis bechsteinii), liliac comun (Myotis myotis), liliacul mic cu potcoavă (Rhinolophus hipposideros), popândău (Spermophilus citellus)
- nevertebrate (9): croitorul mare al stejarului (Cerambyx cerdo), Cucujus cinnaberinus, fluturele de noapte (Eriogaster catax), fluturele flitirar (Euphydryas maturna), Euplagia quadripunctaria, rădașcă (Lucanus cervus), fluturele purpuriu (Lycaena dispar), Osmoderma eremita, Rosalia alpina
- pești (4): Barbus meridionalis, zvârluga (Cobitis taenia), romanogobio albipinnatus (Gobio albipinnatus), boarță (Rhodeus sericeus amarus)

Pe lângă speciile protejate, pe teritoriul sitului au mai fost identificate 75 de specii de plante, 1 specie de păsări, 7 specii de amfibieni, 19 specii de mamifere, 3 specii de nevertebrate, 4 specii de pești, 7 specii de reptile.